# ランブルディサンプス
ランブルディサンプス(Rumbledethumps)は、スコティッシュ・ボーダーズの伝統的な料理である。主材料は、ジャガイモ、キャベツ、タマネギである。アイルランドのコルカノンやイングランドのバブル・アンド・スクイークに似る。メインディッシュに添えられたり、これ自体がメインディッシュとなる。
サンデーロースト等の料理の残飯を用いることもできる。アバディーンシャーで作られるものは、kailkennyと呼ばれる。
2009年1月、イギリスの首相ゴードン・ブラウンは、ドナルドソン聾学校の料理本にランブルディサンプスのレシピを寄稿し、自身の好物であると記した。